# Đảo Ubin
Pulau Ubin là một hòn đảo nhỏ (10.19 km²) nằm ở vùng biển Đông Bắc của Singapore về phía tây của đảo Pulau Tekong. Đảo thuộc eo biển Johore, là hàng rào giữa thành bang Malaysia và phía bắc. Nơi đây là một trong những vùng làm nông nghiệp cuối cùng ở Singapore, đảo Pulau Ubin hay đảo Granite gần Changi Point, được coi là gần giống với ngôi làng Kangpong ở Mã Lai vào những năm 1960. Những ngôi nhà được lợp ngói nằm giữa vùng đồi rừng và có vài mỏ đá granite.
Trong tiếng Mã Lai thì Pulau có nghĩa là hòn đảo, còn Ubin bắt nguồn từ chữ gạch lát sàn bằng đá granite, từng được công nhân Trung Quốc khai thác ở đây. Người Mã Lai còn gọi hòn đảo này là Pulau Batu Ubin  hoặc đảo đá Granite. Sau khi các mỏ đá đóng cửa vào những năm 1970, công nhân dời đi và hòn đảo rơi vào tình trạng bị bỏ quên.
Đến những năm 1990, chính phủ Singapore đã soạn thảo kế hoạch hiện đại hóa Pulau Ubin nhưng cho đến khi phát hiện ra những điều kỳ diệu ở đây và những người bảo thủ tìm cách để bảo tồn nét văn hóa thôn bản.